# Jim Dabakis
Jim Dabakis là một chính khách người Mỹ đến từ thành phố Salt Lake, Utah. Là một đảng viên Dân chủ, ông từng là thành viên của Thượng viện bang Utah, nơi ông đại diện cho thượng viện quận 2 của bang.

## Tuổi thơ, giáo dục và sự nghiệp
Sinh ra trong một gia đình người Mỹ gốc Hy Lạp đến từ Springfield, Massachusetts, Dabakis là con trai của một thợ máy. Lớn lên theo Chính thống giáo Hy Lạp, ông được rửa tội vào The Church of Jesus Christ of Latter-day Saints khi 11 tuổi. Năm 1971, ông đăng ký vào Đại học Brigham Young và tìm kiếm sự hướng dẫn từ Mark E. Petersen, một trong những tông đồ của Giáo hội, về đồng tính luyến ái của ông. He was sent to the San Francisco bay area as a missionary.
Dabakis đã rời khỏi BYU, và sau đó trở thành người dẫn chương trình phát thanh và truyền hình ở Thành phố Salt Lake. Ông cũng tổ chức các tour du lịch của Khối Đông. Năm 1991, ông chuyển đến Saint Petersburg, Nga, nơi ông dạy kinh doanh tại một trường đại học ở Nga, phát triển một doanh nghiệp nghệ thuật và cung cấp các khoản vay vi mô cho nhiều doanh nhân Nga mới nổi. Ông chia thời gian giữa Thành phố Salt Lake và St. Petersburg trong hai mươi năm tới. Trang web chính thức của ông liệt kê nghề nghiệp của ông là đại lý nghệ thuật. Ông cũng là người dẫn chương trình truyền hình địa phương ở Thành phố Salt Lake có tên UP với Jim Dabakis.
Một trong những người đồng sáng lập Equality Utah và Trung tâm Pride Utah, Dabakis là người đồng tính công khai. Vào ngày 26 tháng 6 năm 2013, ông cầu hôn Stephen Justeson. Hai người đã được Thị trưởng thành phố Salt Lake Ralph Becker kết hôn hợp pháp tại Văn phòng Thư ký của quận Salt Lake vào ngày 20 tháng 12 năm 2013, chỉ vài giờ sau khi một thẩm phán liên bang phán quyết lệnh cấm hôn nhân đồng giới của tiểu bang là vi hiến.